# Heim kroatischer bildender Künstler

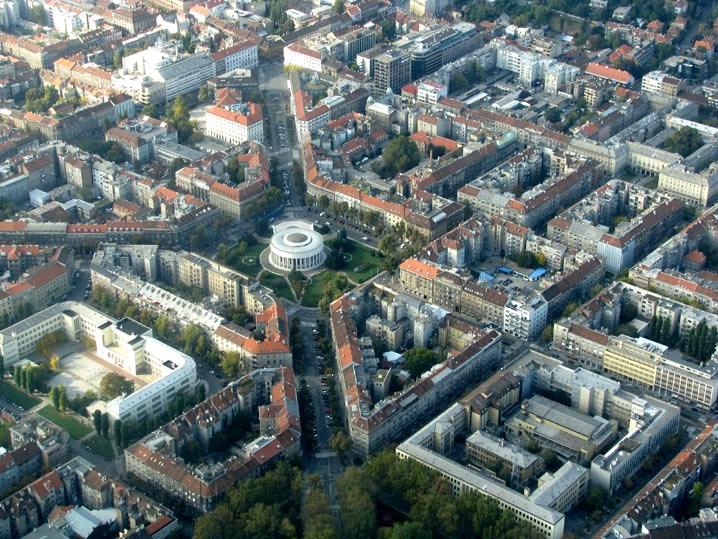
Lage des Bauwerks im Zentrum Zagrebs (2008).

Das Heim kroatischer bildender Künstler (kroatisch Dom hrvatskih likovnih umjetnika) ist eine 1938 eröffnete Kunsthalle und der Sitz der 1868 gegründeten Kroatischen Künstlervereinigung (Hrvatsko društvo likovnih umjetnika, HDLU) am Trg žrtava fašizma (Platz der Opfer des Faschismus) im Zentrum der kroatischen Hauptstadt Zagreb.
Das Bauwerk wurde nach Ideenskizzen von Ivan Meštrović (1883–1962) aus dem Jahr 1933 errichtet, weshalb es umgangssprachlich als Meštrovićev paviljon (Meštrović-Pavillon) bezeichnet wird. Aufgrund seiner kurzzeitigen Verwendung als Moschee wird es im Volksmund auch Džamija (Moschee) genannt.

## Beschreibung

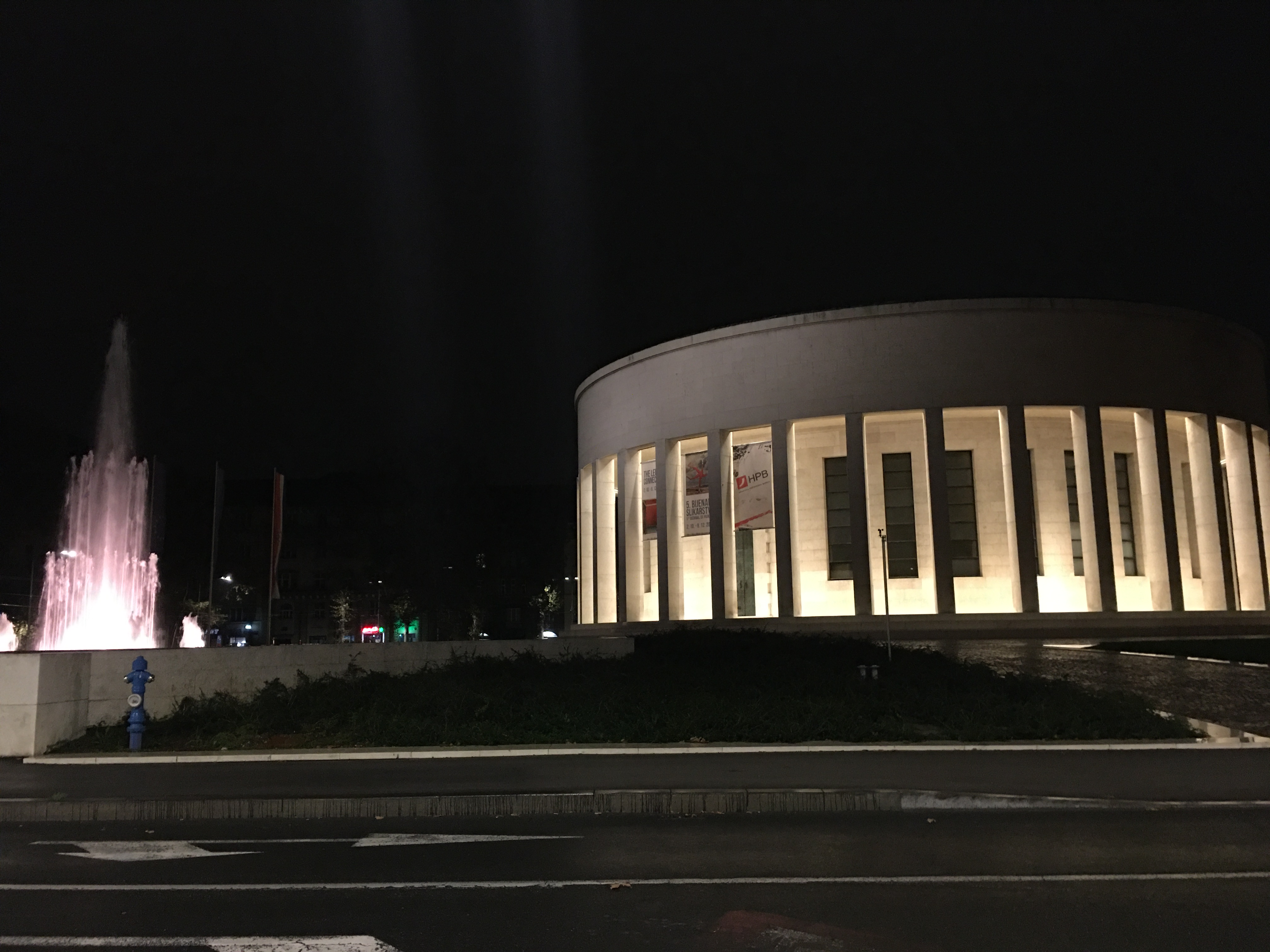
Das beleuchtete Bauwerk bei Nacht (2019).

Das Heim kroatischer bildender Künstler ist kreisrund und hat eine große sowie eine kleinere Halle mit Kuppel in der Mitte sowie ein Vestibül. Es gilt als ein Avantgarde-Projekt der ersten Hälfte des 20. Jahrhunderts und stellt einen Vorläufer bekannter Gebäude der modernen Architektur auf der ganzen Welt dar, etwa des Solomon R. Guggenheim Museums in New York City. Es wird der Stilrichtung eines reduzierten Klassizismus zugerechnet.

## Geschichte
Ursprünglich war der Platz für eine Statue für den jugoslawischen König Peter I. vorgesehen. Nach Ideenskizzen von Ivan Meštrović aus dem Jahr 1933 wurde es als Haus der Feinen Künste „Peter der Große Befreier“ errichtet und am 1. Dezember 1938 mit einer Kunstausstellung eröffnet.
Während des Zweiten Weltkriegs und der Besetzung Jugoslawiens vor allem durch deutsche und italienische Truppen veranlasste die Regierung des Unabhängigen Staates Kroatien 1941 die Umwandlung des Gebäudes in eine Moschee. Der Architekt Zvonimir Požgaj wurde mit der Umgestaltung des Innenraumes zu einem moslemischen Gebetsraum beauftragt, während Stjepan Planić dem Bauwerk drei Minarette mit jeweils 45 Metern Höhe und Bleistiftspitze hinzufügte. Das Gebäude blieb bis 1944 eine Moschee.

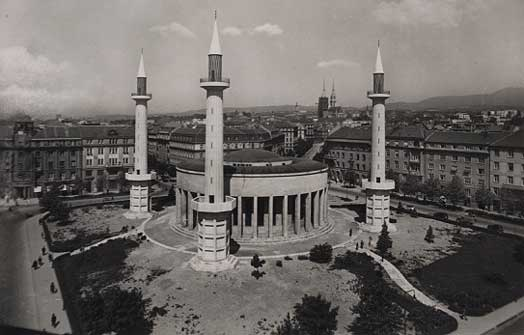
Nach dem Umbau zur Moschee im Jahr 1941.

Nach der Machtübernahme der jugoslawischen Kommunisten 1945 und der Gründung eines kommunistischen Jugoslawien wurden von 1947 bis 1949 die drei Minarette abgerissen und die aufwändige Dekoration zerstört. Der Architekt Vjenceslav Richter entwarf hier die Umgestaltung zum Museum der Revolution, welches am 15. April 1955 eröffnete und den Tito-Partisanen gewidmet war.
Während des Kroatienkrieges im Zuge des Zusammenbruchs Jugoslawiens zog die Kroatische Künstlervereinigung 1993 hier an ihren Ursprungsort zurück.

## Quelle
- Andrija Mutnjaković: Meštrovićev Dom umjetnosti : građenje, razgrađivanje i obnavljanje / Arts Hall by Ivan Meštrović : Construction, Destruction and Renewal. In: Art Bulletin. Nr. 61, Dezember 2011, S. 67–110 (kroatisch, englisch, srce.hr).